# SWC
Componentes para Flash.

## Antecedentes
Antes de Flash 7, los componentes para Flash, como los botones, deslizadores, combos y demás componentes, eran creados en un archivo FLA, que se vinculaba a la aplicación mediante la carpeta components.
Ahora los componentes para Flash 7 se hacen en la Aplicación de Flash y se importan a SWC, lo que hace que el archivo no pueda ser editado.
- Datos: Q4684000